# Vorderbuchberg (Mitterfels)
Vorderbuchberg ist ein Weiler im niederbayerischen Landkreis Straubing-Bogen und ein Ortsteil des Marktes Mitterfels.
Vorderbuchberg liegt circa zwei Kilometer südöstlich von Mitterfels, an der Kreisstraße SR 4 auf einem Höhenrücken zwischen dem Kerbtal der Mehnach und dem Bogenbachtal.

## Einwohnerentwicklung
| Jahr        | 1829 | 1838 | 1860 | 1867 | 1871 | 1875 | 1885 | 1900 | 1916 | 1925 | 1950 | 1961 | 1970 | 1987 |
| ----------- | ---- | ---- | ---- | ---- | ---- | ---- | ---- | ---- | ---- | ---- | ---- | ---- | ---- | ---- |
| Einwohner   |      | 35   | 35   | 35   | 38   | 31   | 33   | 35   | 33   | 35   | 31   | 24   | 24   | 19   |
| Wohngebäude | 3    |      | 6    |      |      |      |      | 6    | 6    | 6    | 6    | 6    |      | 5    |

Im Atlasblatt von 1829 wird der Weiler als Unterbuchberg mit 3 Häusern bezeichnet. Ab der Volkszählung 1900 werden lange Zeit sechs Wohngebäude registriert.

## Kultur und Sehenswürdigkeiten

### Kirchensprengel
Der Ort wurde 1828, zur gleichen Zeit wie Hinterbuchberg, von der katholischen Pfarrei Oberaltaich nach Mitterfels umgepfarrt.